# Индукционная петля
Индукционная петля — это простой приёмопередатчик с антенной из провода в виде кольца (катушка индуктивности).

## Принцип действия
Принцип действия индукционной петли — изменение индуктивности и/или добротности петлевой антенны за счет влияния внешних факторов (например металлических предметов). Изменение параметров антенны регистрируется электронной схемой, обычно на основе осциллятора, в котором индуктивность антенны является частотозадающим элементом.

## Примеры
Одно из применений индукционной петли — обнаружение металлических объектов. Например:
- обнаружение автотранспорта на дорогах
- является составной частью металлодетектора
- используется на кораблях-тральщиках для обнаружения глубоководных мин и подводных лодок
- используется в системах контроля доступа для различения автомобиля и человека
- используется в гарнитуре для микронаушников
- как антенна для передачи звука на слуховой аппарат (работающий в режиме индукционной катушки)

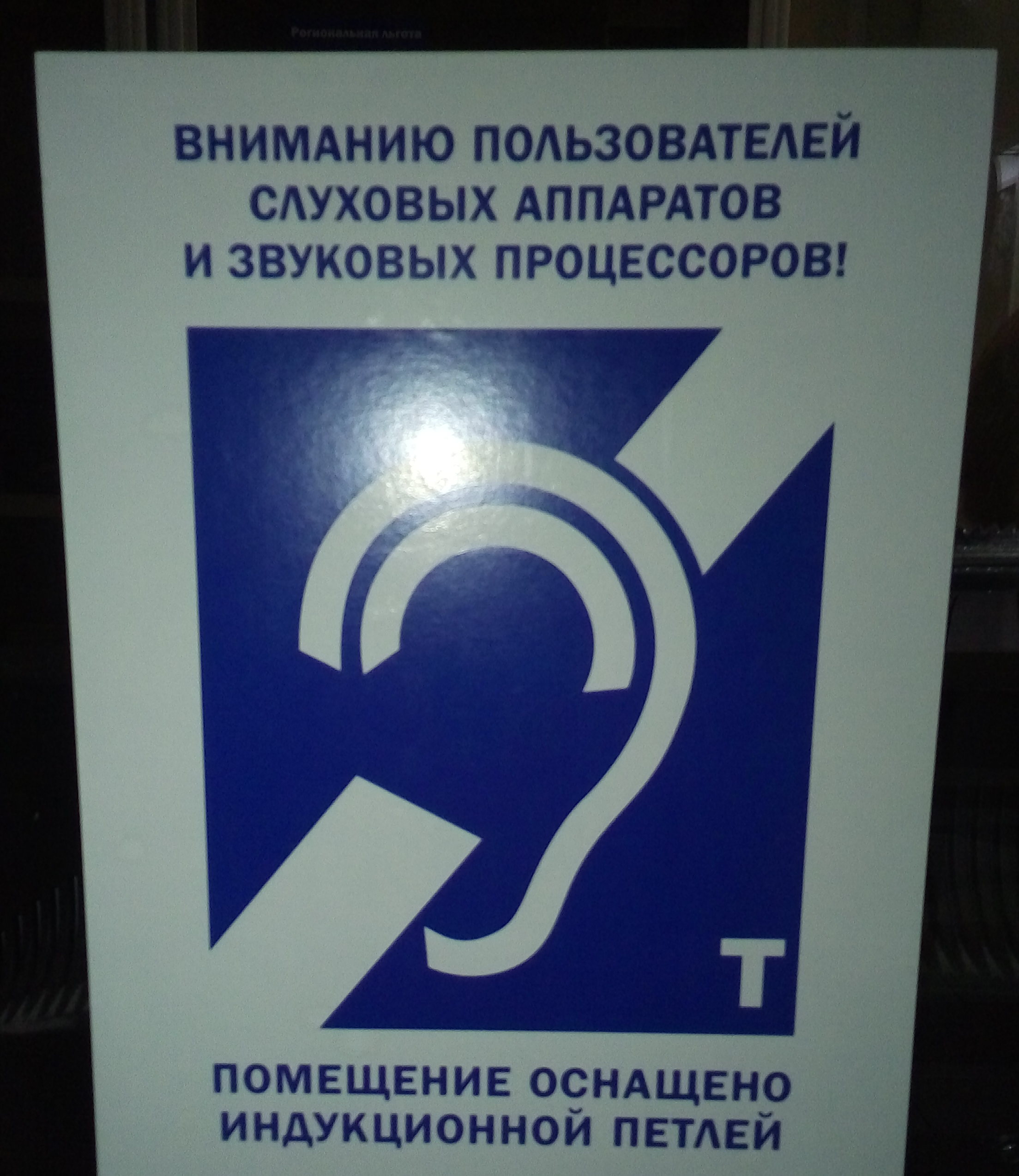
Сообщение "Помещение оснащено индукционной петлей" (использован международный знак :en:Audio induction loop)